# David N. Henderson

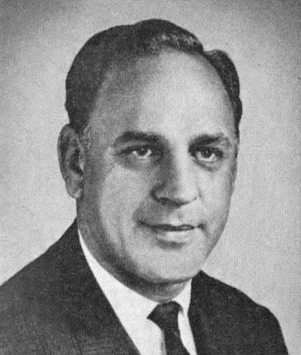
David N. Henderson (1973)

David Newton Henderson (* 16. April 1921 bei Hubert, Onslow County, North Carolina; † 13. Januar 2004 in Wilmington, North Carolina) war ein US-amerikanischer Politiker. Zwischen 1961 und 1977 vertrat er den Bundesstaat North Carolina im US-Repräsentantenhaus.

## Werdegang
David Henderson besuchte bis 1938 die Wallace High School und danach bis 1942 das Davidson College. Während des Zweiten Weltkrieges diente er zwischen 1942 und 1946 im Fliegerkorps der US Army, aus dem später die Air Force hervorging. Nach einem anschließenden Jurastudium an der University of North Carolina in Chapel Hill und seiner 1949 erfolgten Zulassung als Rechtsanwalt begann er in diesem Beruf zu arbeiten. In den Jahren 1951 und 1952 war Henderson Berater des Bildungs- und Arbeitsausschusses des Kongresses. Von 1954 bis 1958 war er Staatsanwalt im Duplin County. Anschließend war er bis 1960 als Richter tätig.
Politisch war Henderson Mitglied der Demokratischen Partei. Bei den Kongresswahlen des Jahres 1960 wurde er im dritten Wahlbezirk von North Carolina in das US-Repräsentantenhaus in Washington, D.C. gewählt, wo er am 3. Januar 1961 die Nachfolge von Graham Arthur Barden antrat. Nach sieben Wiederwahlen konnte er bis zum 3. Januar 1977 acht Legislaturperioden im Kongress absolvieren. Seit 1975 war er Vorsitzender des Postausschusses und des Ausschusses, der sich mit dem öffentlichen Dienst befasste. In Hendersons Zeit als Kongressabgeordneter fielen unter anderem der Vietnamkrieg, die Bürgerrechtsbewegung und die Watergate-Affäre. Außerdem wurden der 23., der 24., der 25. und der 26. Verfassungszusatz ratifiziert.
Im Jahr 1976 verzichtete David Henderson auf eine weitere Kandidatur. Nach seinem Ausscheiden aus dem US-Repräsentantenhaus zog er sich aus der Politik zurück. Er starb am 13. Januar 2004 in Wilmington.